# Мосальське (Воронезька область)
Мосальське (рос. Мосальское) — село у Каширському районі Воронезької області Російської Федерації.
Населення становить 537  осіб. Входить до складу муніципального утворення Мосальське сільське поселення.

## Історія
Населений пункт розташований у межах українського краю Східної Слобожанщини.
Від 1977 року належить до Каширського району Воронезької області.
Згідно із законом від 15 жовтня 2004 року входить до складу муніципального утворення Мосальське сільське поселення.

## Населення
| 2010 | 2012 | 2013 | 2014 | 2015 | 2016 | 2017 |
| ---- | ---- | ---- | ---- | ---- | ---- | ---- |
| 598  | ↘588 | →588 | ↘578 | ↘564 | ↗566 | ↘542 |
| 2018 |      |      |      |      |      |      |
| ↘537 |      |      |      |      |      |      |